# Need You Now (canción)
«Need You Now» (en español: «Te necesito ahora») es una canción del grupo de música country Lady Antebellum. La canción pertenece al segundo álbum del mismo nombre, Need You Now, y fue escrita por Dave Haywood, Josh Kear, Charles Kelley y Hillary Scott. En la entrega de Premios Grammy de 2011 la canción ganó en las categorías Grabación del año, Canción del año y Canción country del año.
La canción fue utilizada en series de televisión como Hellcats y The Glades. "Need You Now" también ha sido cantada por varios artistas, como Adele con Darius Rucker, Boyce Avenue y el elenco de Glee. "Weird Al" Yankovic la incluyó en el coro de "Polka Face", el medley polka de su álbum de 2011 Alpocalypse.

## Contenido
La letra describe cómo es llamar a alguien en medio de la noche a causa de la soledad y el anhelo de sentirse acompañado. Hillary Scott, comentó sobre la canción, diciendo que "All three of us know what it's like to get to that point where you feel lonely enough that you make a late night phone call that you very well could regret the next day." (en español: "Los tres sabemos lo que es llegar a ese punto en el que te sientes tan solo que haces una llamada telefónica muy entrada la noche y que muy bien podrías lamentar al día siguiente.") Charles Kelley dijo a The Boot que ejecutivos de la discográfica de la banda inicialmente tenían dudas respecto al uso de las letras "I'm a little drunk" (en español: "Estoy un poco borracho"), pero convenció a los ejecutivos a abandonar el contenido de la canción.

## Video musical
David McClister dirigió video musical de "Need You Now", con un tratamiento que escribió en 10 minutos.
El video muestra a los tres miembros de Lady Antebellum actuar las escenas relacionadas con la historia. Se inicia en un pasillo de un hotel donde Kelley está sentado contra una pared y Scott está en su habitación, con Haywood tocar el piano. Kelley va a un café y tiene una bebida, donde Haywood llega con su interés amoroso. Scott, a continuación, sale de su habitación y llama a un taxi. Kelley deja el café y sale a caminar a un baile de disfraces, a la que Scott también está viajando. Cuando llegan a la pelota, ambos ven sus intereses amorosos con máscaras y los abrazan. Haywood pronto llega a la pelota con su interés amoroso. El video termina con los tres miembros que abrazan sus intereses amorosos. El video fue filmado en King Edward Hotel en Toronto, Ontario.
De los cambios entre la canción y su video musical, uno de los más conocidos es Kelley beber café en lugar de whisky, ya que la canción dice el personaje está intoxicado. En respuesta, McClister admitió que simplemente no quería que el video sea una adaptación literal de la canción, mientras sentía que se sienta en un restaurante en el medio de la noche era más solitario.

## Versiones y apariciones en medios
La canción aparece en el primer episodio de Hellcats. y también apareció en el episodio 12 de The Glades.
En diciembre de 2010, Adele y Darius Rucker interpretó la canción en CMT Artists of the Year.
Boyce Avenue hizo un cover de la canción que aparece en sus New Acoustic Sessions, lanzado en diciembre de 2010. Rachel Berry (Lea Michele) y Puck (Mark Salling) covers en un episodio de Glee llamado "The Sue Sylvester Shuffle". "Weird Al" Yankovic incluido el coro de "Polka Face", el medley polka de su álbum de 2011 Alpocalypse.

## Lista de canciones
Descarga Digital
1. "Need You Now" - 3:57

Otras Versiones
- "Need You Now" (Jason Nevins Elektrotek Radio Edit) - 3:27
- "Need You Now" (Jason Nevins Hands Up Radio Edit) - 3:27
- "Need You Now" (Jason Nevins Rhythm Remix) - 3:29
- "Need You Now" (DJ Dark Intensity Remix) - 4:22
- "Need You Now" (Adele feat. Darius Rucker) - 3:55
- "Need You Now" (Marlyn Ft. Lady Antebellum  spanglish Bachata Remix) - 4:12
- "Need You Now" (Gioeli-Castronovo) - 3:54

## Posicionamiento en listas
| Listas (2009–2012)                     | Mejor posición |
| -------------------------------------- | -------------- |
| Alemania (Offizielle Deutsche Charts)  | 3              |
| Alemania (German Downloads Chart)      | 2              |
| Australia (ARIA)                       | 1              |
| Austria (Ö3 Austria Top 40)            | 1              |
| Bélgica (Flandes) (Ultratop 50)        | 1              |
| Bélgica (Valonia) (Ultratop 50)        | 3              |
| Brasil (Billboard Brasil)              | 1              |
| Canadá (Canadian Hot 100)              | 2              |
| Dinamarca (Tracklisten)                | 1              |
| Escocia (Scottish Singles Sales Chart) | 3              |
| Eslovaquia (Rádio Top 100)             | 1              |
| España (Top 100 Canciones)             | 1              |
| Estados Unidos (Billboard Hot 100)     | 2              |
| Estados Unidos (Adult Contemporary)    | 1              |
| Estados Unidos (Adult Top 40)          | 1              |
| Estados Unidos (Hot Country Songs)     | 1              |
| Estados Unidos (Hot Dance Club Songs)  | 1              |
| Estados Unidos (Mainstream Top 40)     | 2              |
| Francia (SNEP)                         | 5              |
| Finlandia (OFC)                        | 1              |
| Irlanda (IRMA)                         | 3              |
| Israel (Media Forest)                  | 1              |
| Japón (Japan Hot 100)                  | 11             |
| Nueva Zelanda (Recorded Music NZ)      | 5              |
| Noruega (VG-lista)                     | 8              |
| Países Bajos (Dutch Top 40)            | 7              |
| Reino Unido (UK Singles Chart)         | 1              |
| Suecia (Sverigetopplistan)             | 1              |
| Suiza (Schweizer Hitparade)            | 1              |